# Hugh Henry Breckenridge
Pour les articles homonymes, voir Breckenridge.
Hugh Henry Breckenridge, né le 6 octobre 1870 à Leesburg dans l'État de la Virginie et décédé le 4 novembre 1937 à Philadelphie dans l'état de la Pennsylvanie aux États-Unis, est un peintre impressionniste, postimpressionniste et modernisme américain. Professeur à la Pennsylvania Academy of the Fine Arts durant plus de quarante ans et figure artistique de la ville de Philadelphie, il est à la fois connu pour son activité de peintre portraitiste, qu'il exerce dans le but de vivre de son art et qu'il réalise dans un style académique, et pour ces peintures de paysage et ces scènes de genre marquées par un style impressionniste et postimpressionniste.

## Biographie
Hugh Henry Breckenridge naît à Leesburg dans l'état de la Virginie en 1870. En 1887, il commence à suivre les cours de la Pennsylvania Academy of the Fine Arts. Durant sa scolarité, il est ami avec le peintre William John Edmondson, avec qui il ouvre un petit studio à Philadelphie, tout en ayant un studio à Leesburg ou il réalise des portraits. En 1892, il poursuit ses études à Paris à l'académie Julian auprès des peintres William Bouguereau, Gabriel Ferrier et Henri-Lucien Doucet et voyage à travers l'Europe en compagnie du peintre Walter Elmer Schofield (en).
En 1894, il revient à Philadelphie. Il devient professeur à la Pennsylvania Academy of the Fine Arts, poste qu'il occupera pendant plus de quarante ans. En 1895, il épouse Roxanne Grace Holme et obtient la même année une médaille de bronze lors de la Cotton States and International Exposition (en) d'Atlanta. En 1898, il fonde avec le peintre Thomas Pollock Anshutz la Darby School, une école de peinture estivale installée à Darby, puis à Fort Washington, ou il enseigne jusqu'en 1915. En 1900, il reçoit une mention honorable lors de l'Exposition universelle de Paris. En 1901, il obtient une médaille de bronze lors de l'Exposition Pan-américaine de Buffalo. Il participe à l'Exposition universelle de Saint-Louis dans le Missouri en 1904. En 1909, il réalise un second voyage en compagnie de Schofield en Europe. Sur place, il observe l'art moderne et séjourne en Belgique, en France, en Italie, aux Pays-Bas et en Angleterre. En 1910, il obtient une médaille de bronze lors de l'Exposición Internacional del Centenario (en) de Buenos Aires. Il reçoit une médaille d'or à l'Exposition universelle de Panama-Pacific à San Francisco en 1915. A la fin des années 1910, il fonde sa propre école de peinture estivale à Gloucester. En 1926, il participe à la Sesquicentennial Exposition (en).
Au cours de sa carrière, il est membre de nombreuses associations et clubs, dont la Philadelphia Art Alliance (en), le Philadelphia Sketch Club (en), l'Arts Club of Philadelphia, le New York Watercolor Club et l'Académie américaine des beaux-arts. Professeur émérite, il a notamment pour élève les peintres Daniel Garber, Edward Redfield, Delle Miller (en), Leopold Gould Seyffert (en), Harriet Randall Lumis et Arthur Beecher Carles (en). Il est connu à la fois pour son activité de peintre portraitiste, qu'il exerce dans le but de vivre de son art et qu'il réalise dans un style académique, et pour ces peintures de paysage et ces scènes de genre marquées par un style impressionniste et postimpressionniste. Après la mort de sa femme, il épouse l'une de ces étudiantes, Dorothy Dozier, en 1935. Il décède à Philadelphie en 1937.
Ces œuvres sont notamment visibles ou conservées à l'Académie américaine des beaux-arts de New York, au musée d'Art du comté de Los Angeles, au Philadelphia Museum of Art, à la Historical Society of Pennsylvania (en), au Mütter Museum, à l'American Philosophical Society et à la Pennsylvania Academy of the Fine Arts de Philadelphie, au Reading Public Museum (en) de West Reading, au Swope Art Museum (en) de Terre Haute, au musée d'Art de La Nouvelle-Orléans, à la Terra Foundation for American Art (en), au Dayton Art Institute de Dayton, au Greenville County Museum of Art (en) de Greenville, au Carnegie Museum of Art de Pittsburgh, au Phoenix Art Museum de Phoenix et au Weisman Art Museum de Minneapolis.

## Œuvres

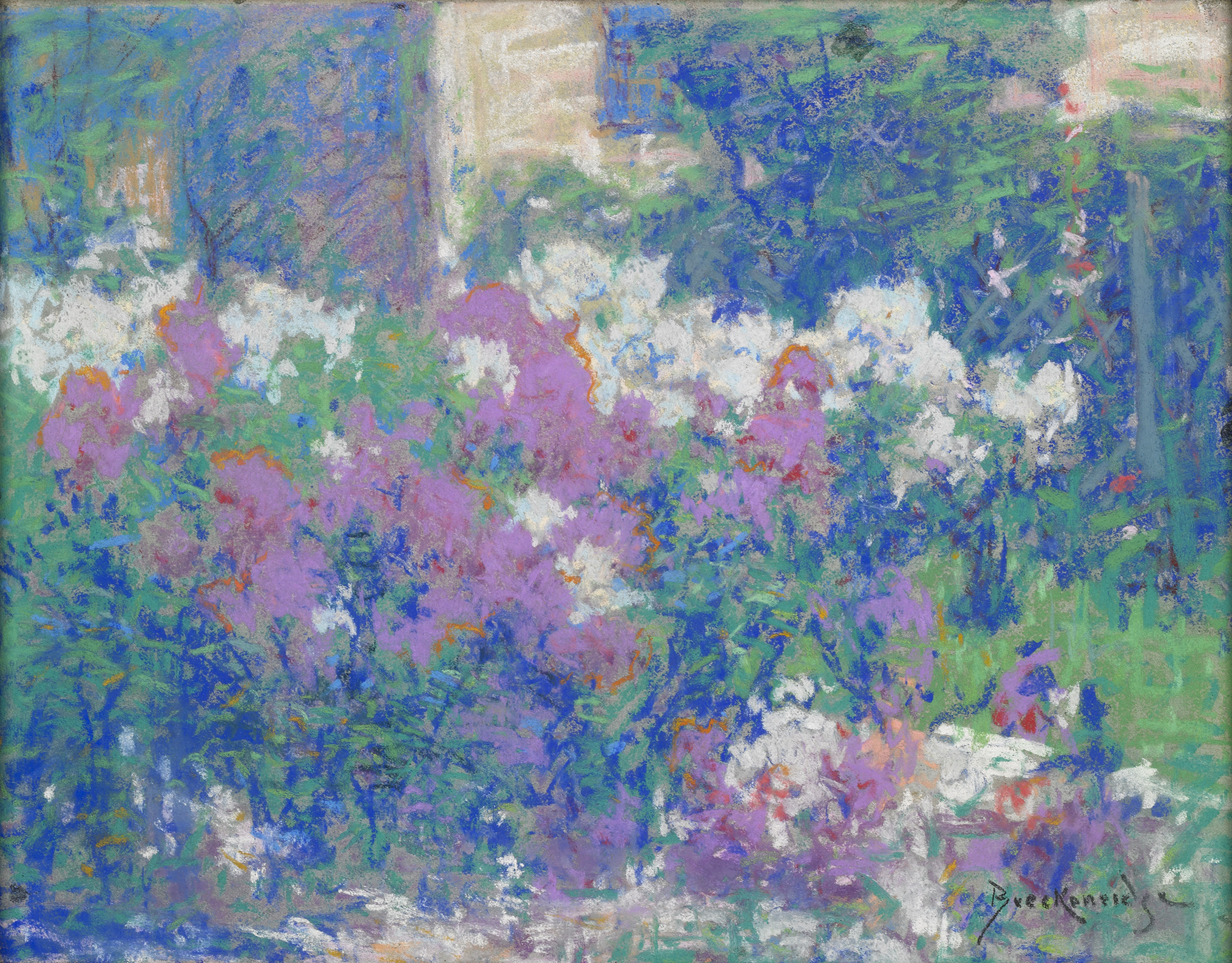
Phlox, 1906
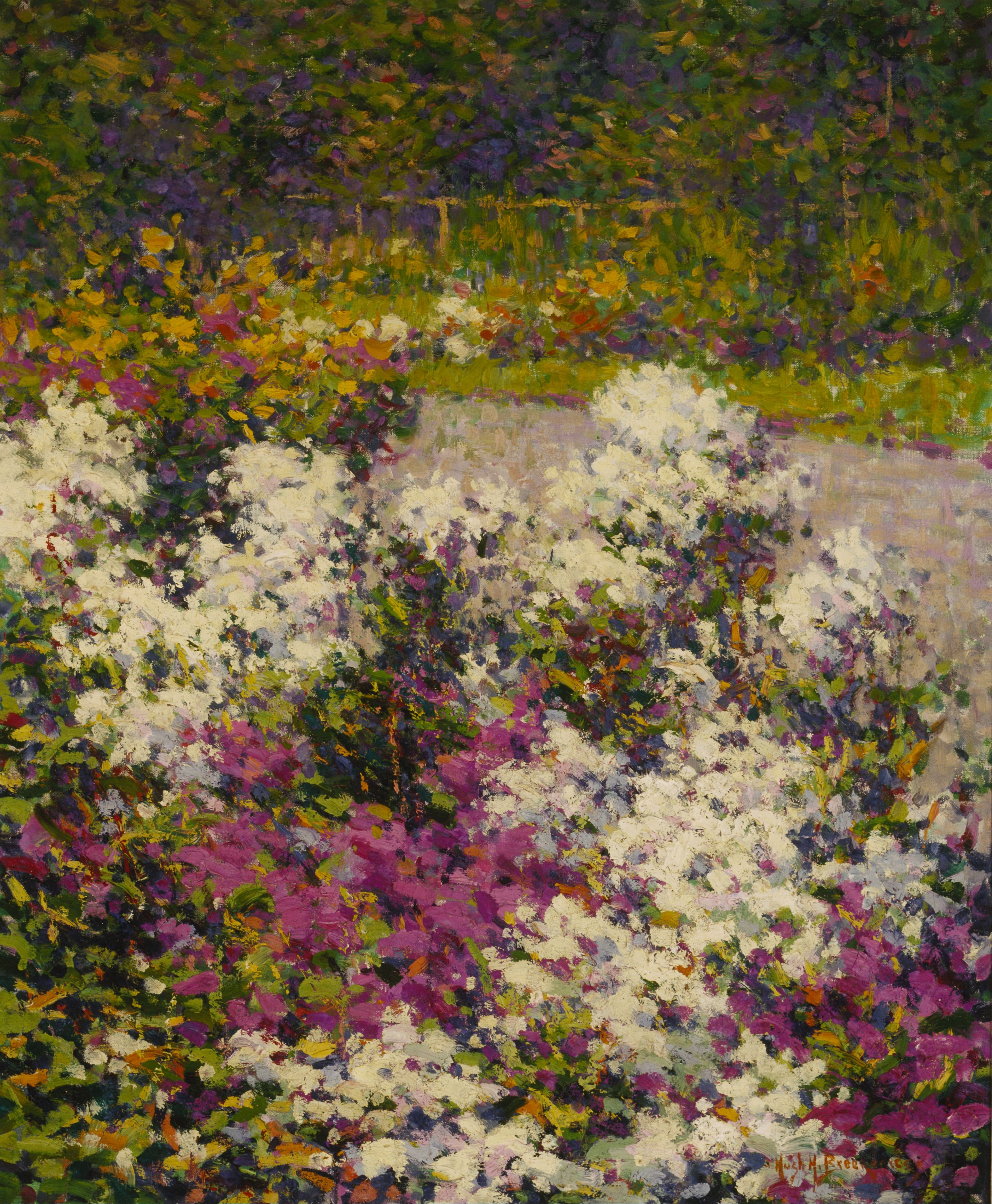
White Phlox, 1906, Terra Foundation for American Art (en)
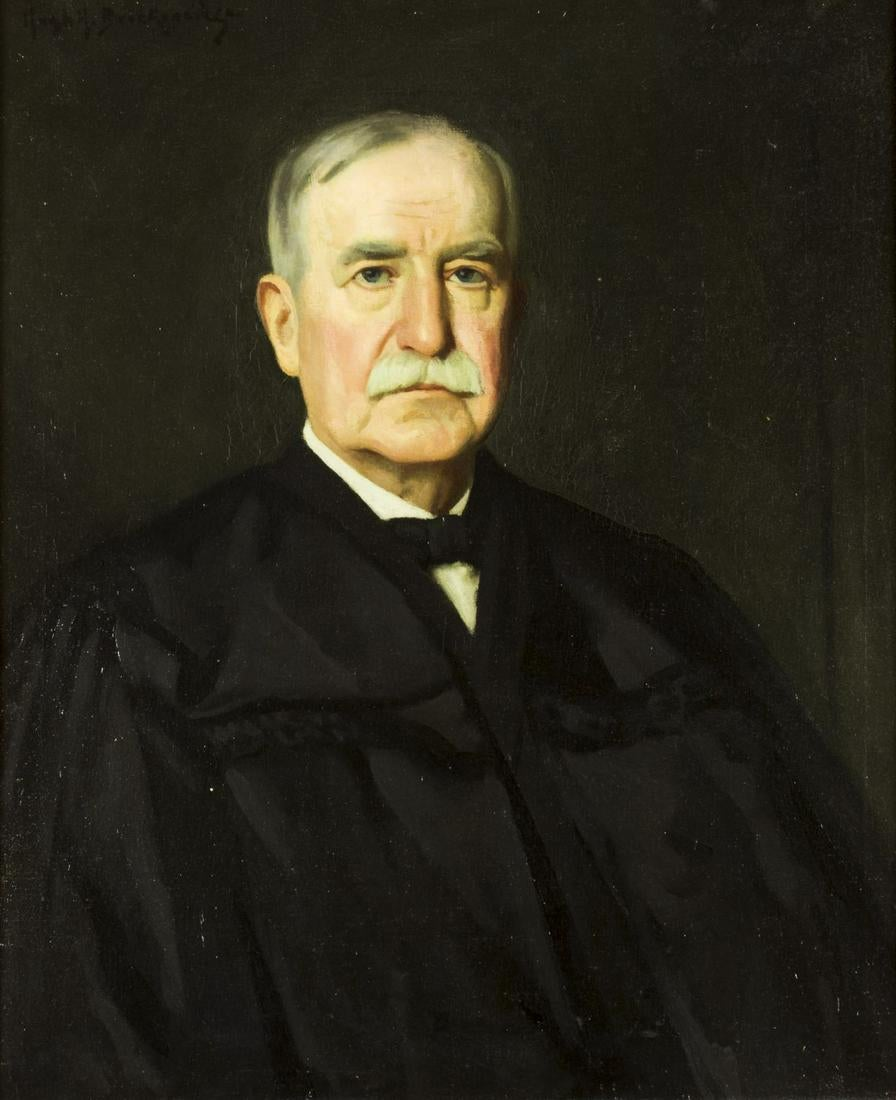
Portrait of David Newlin Fell (en), Chief Justice of the Supreme Court of Pennsylvania, 1916
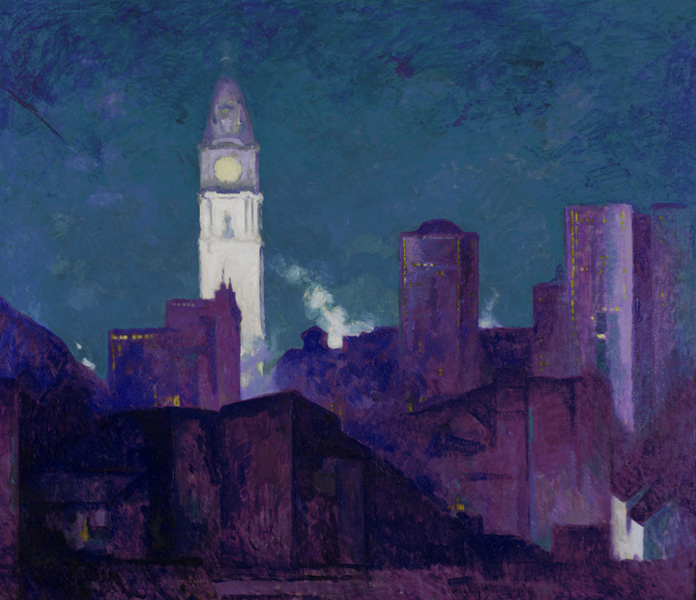
Philadelphia, 1917, Pennsylvania Academy of the Fine Arts
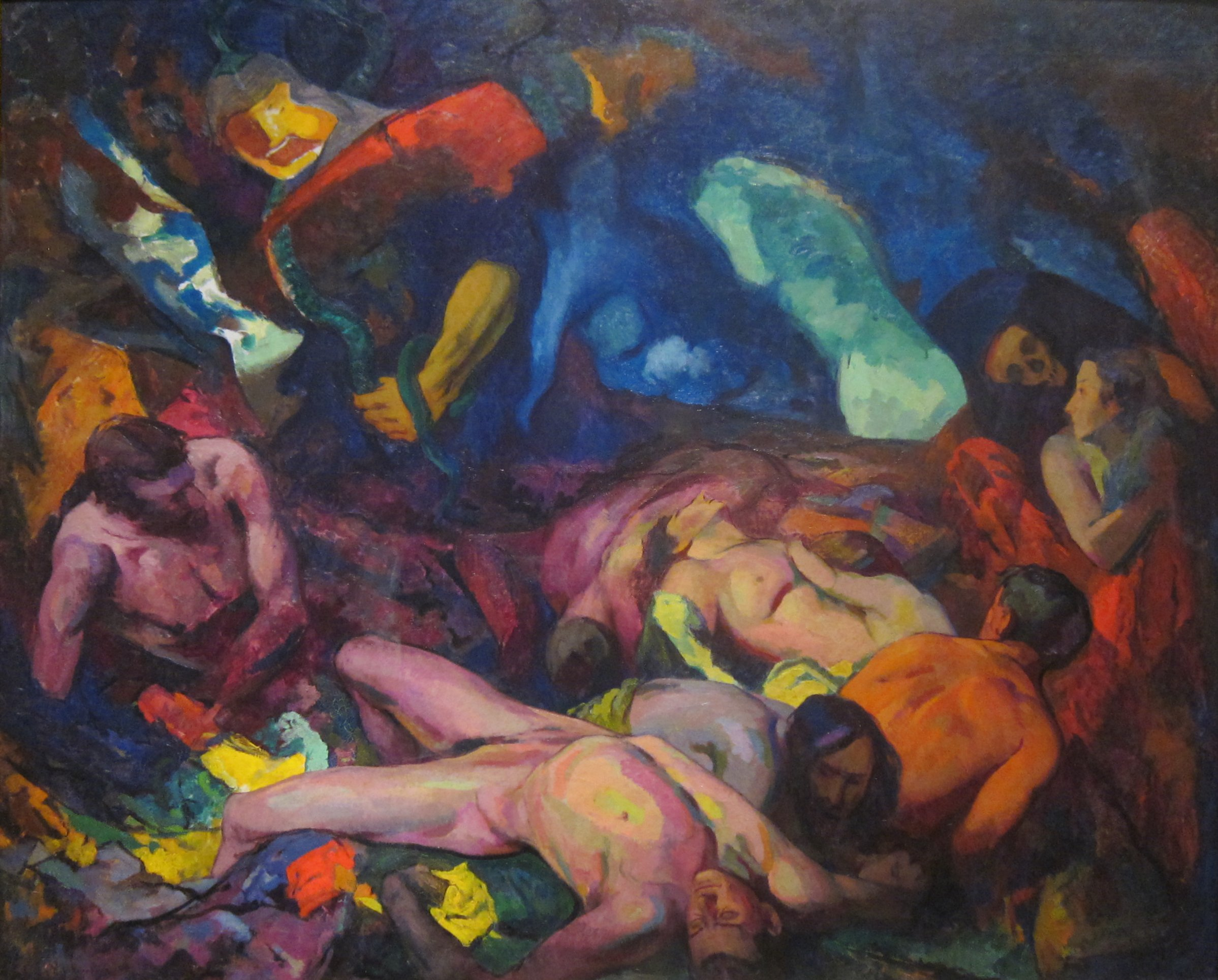
The Pestilence, 1918, Pennsylvania Academy of the Fine Arts
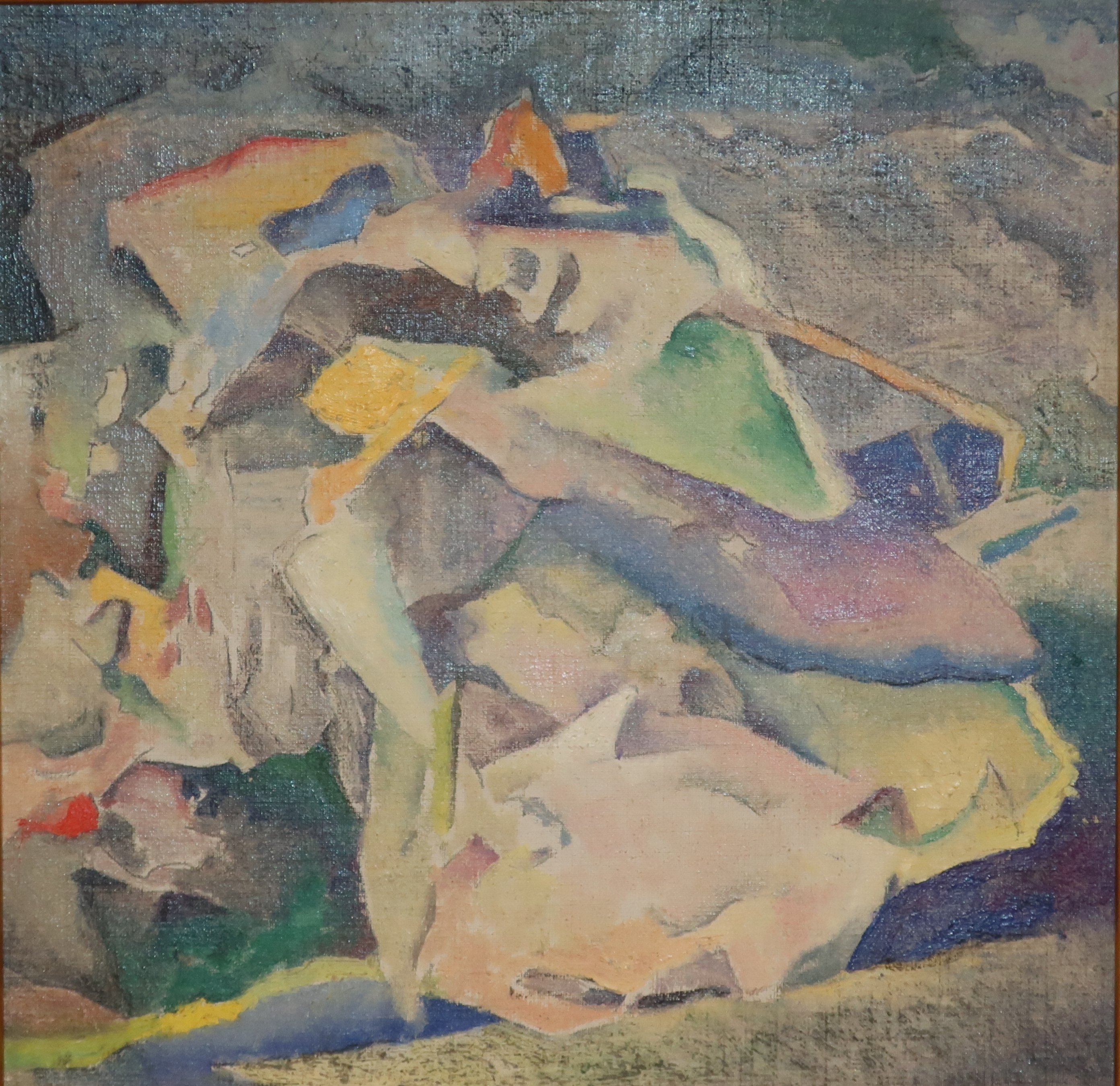
Abstraction, vers 1930, Phoenix Art Museum
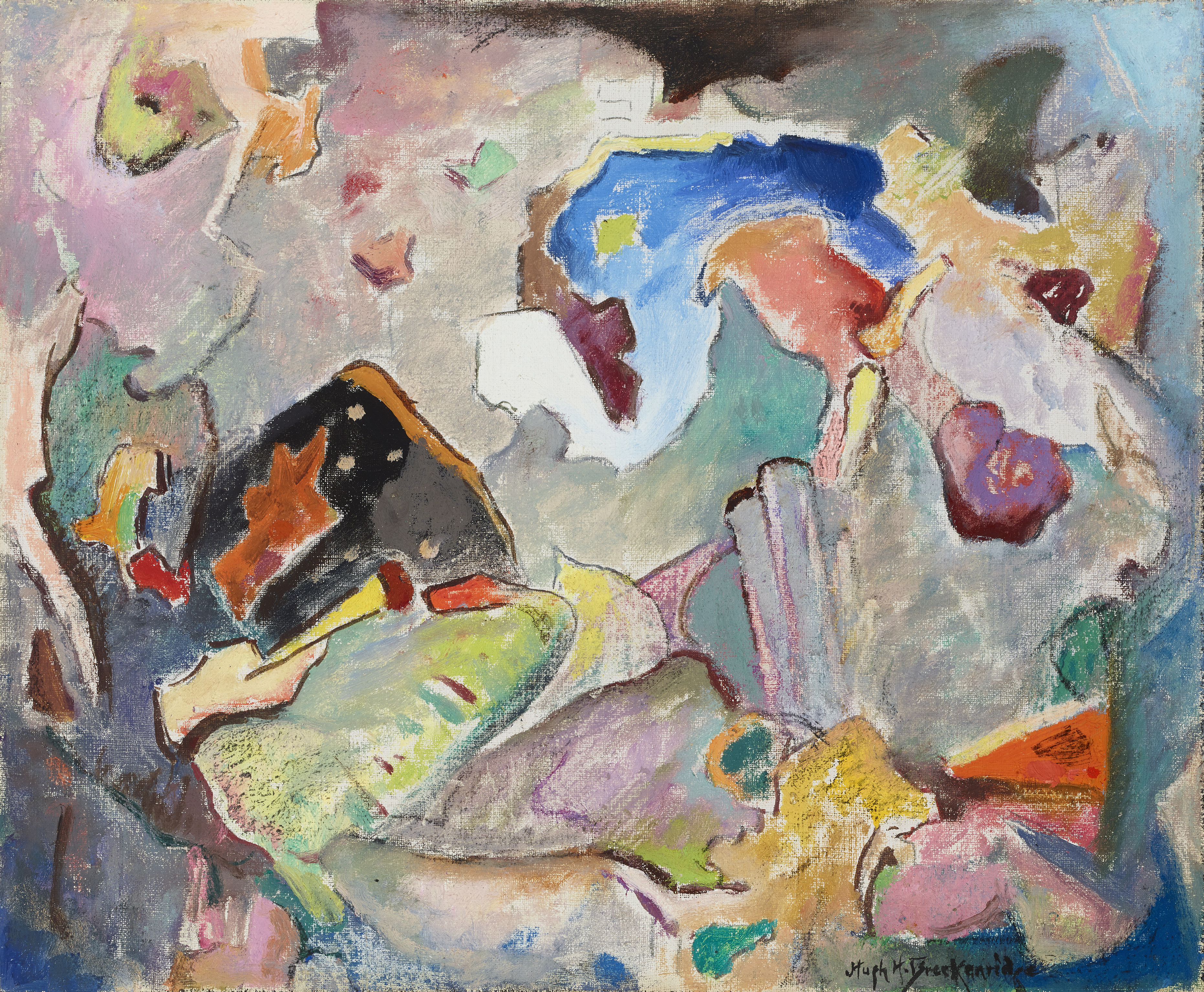
Abstraction, sans date
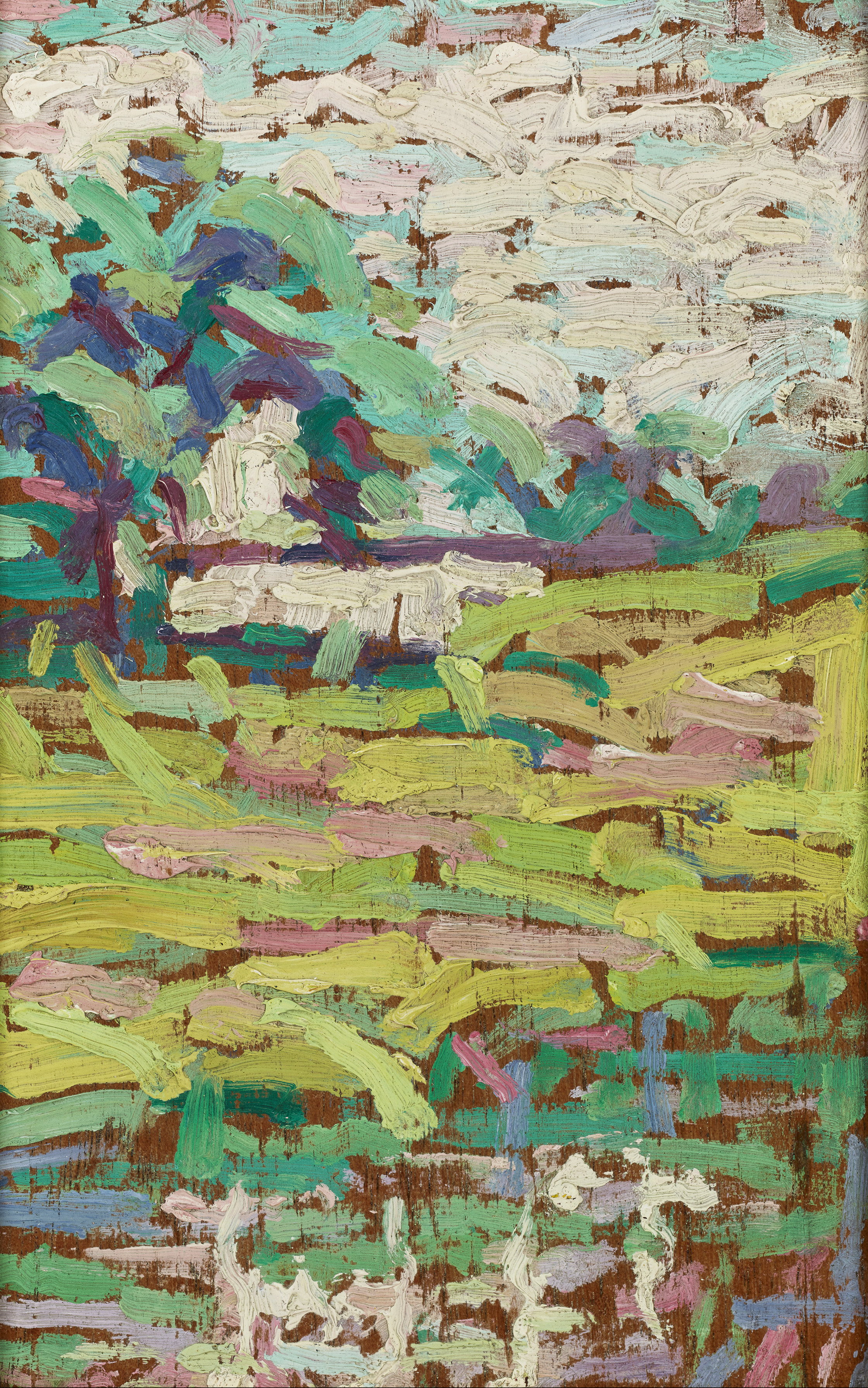
Landscape Sketch, sans date
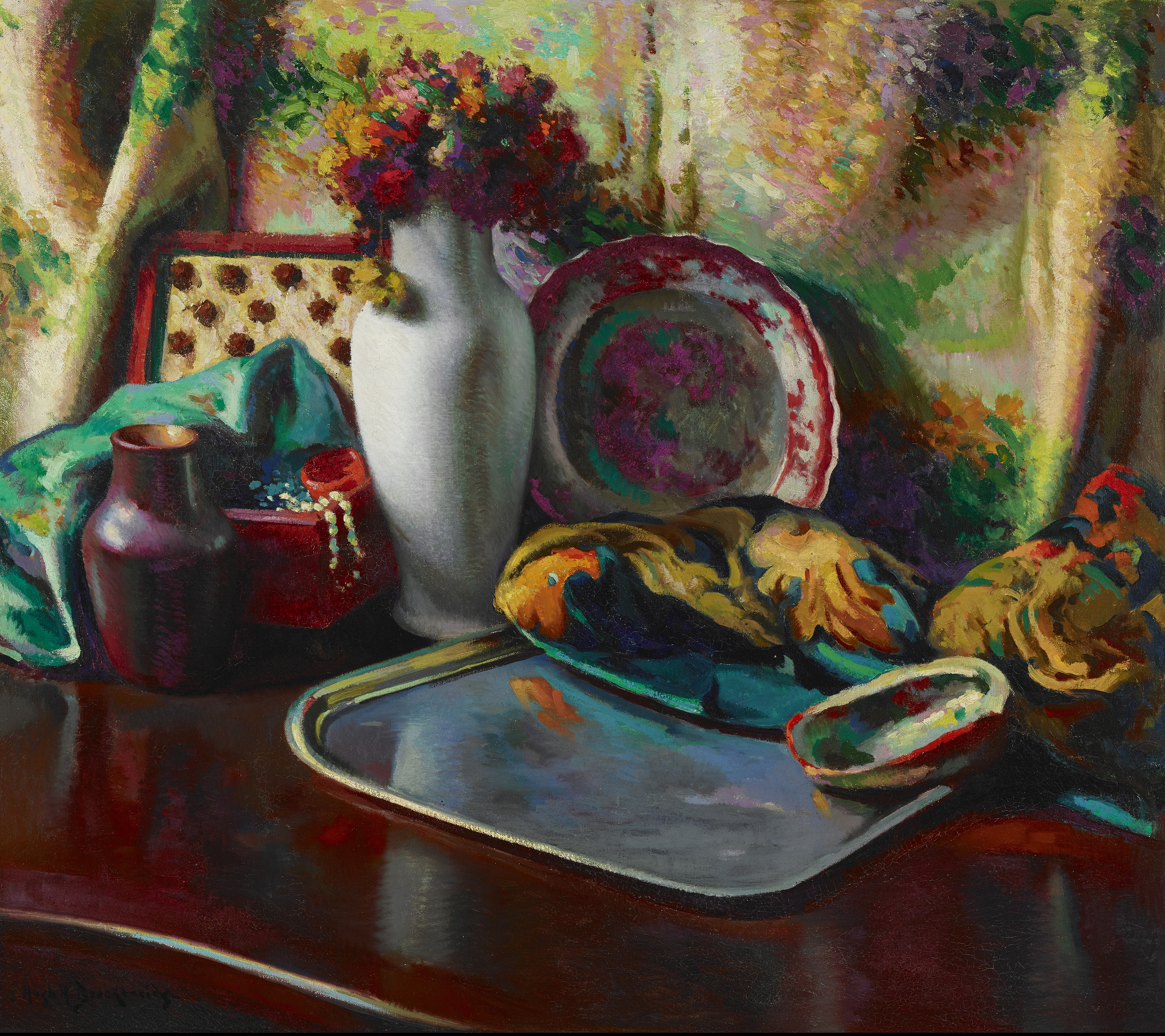
The White Vase, sans date
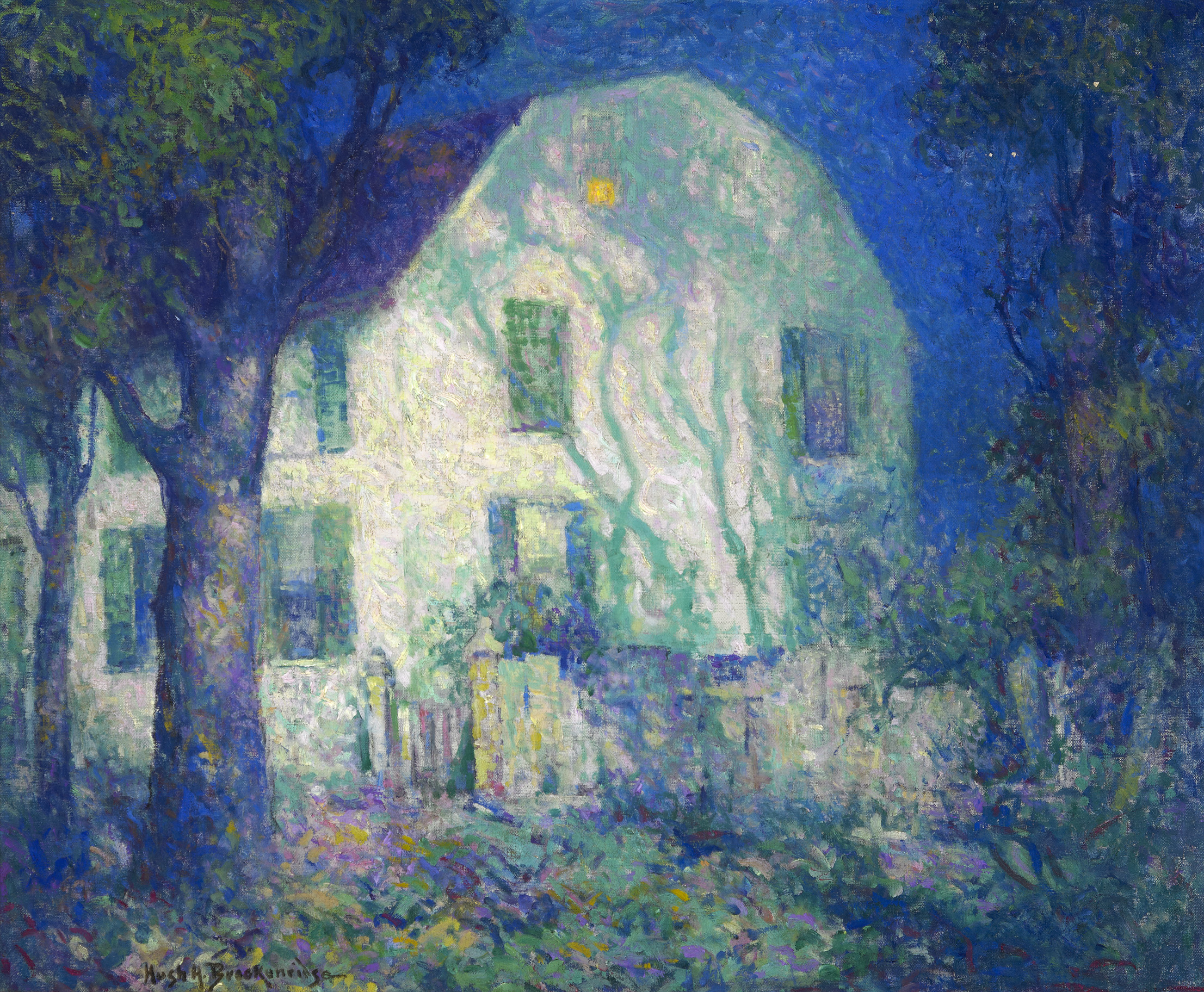
Nocturne, sans date